# Тисово
Тѝсово (на гръцки: Μαυροχώρι, Маврохори, катаревуса: Μαυροχώριον, Маврохорион, до 1927 година Τίσοβα, Тисова) е обезлюдено село в Република Гърция, разположено на територията на дем Неврокоп (Неврокопи) в област Източна Македония и Тракия.

## География
Тисово е разположено на 1220 m надморска височина в областта Чеч, в югозападните склонове на Родопите, на около 1,5 километра от левия бряг на Почанската река (Тисовската река, Мождян дере), близо до границата с България срещу гоцеделчевските села Бръщен и Туховища. Срещу него от другата страна на по-малко от един километър от реката се намира село Почан. Тисово се състои от две махали - Парпѐлската - по-нова и Циро̀пската, по-старата, в която според едно предание е живял Мехмед Синап. Циропската махала е разположена на главния римски път от Тракия за Драма и Солун и край нея има стар римски мост. Развалини от стара крепост има и в местността Слѝвено. Парпѐлската махала се намира на около 300 метра на североизток от Циро̀пската, на едно възвишение край реката. От западната и от източната страна на селото има два върха, високи 1282 и 1343 метра.

## История

### Етимология
Според Йордан Н. Иванов етимологията на името е от тис, taxus beacata.

### В Османската империя
Селото се споменава за първо в османски подробен регистър от 1464-65 година. Записано е като Тисина заедно с Папелова (Горно и Долно Пепелово са изчезнали села южно от Тисово). Регистрирани са 1 мюсюлманско и 31 немюсюлмански домакинства, както и 6 неженени немюсюлмани и 4 вдовици. В подробен регистър на тимари и хасове във вилаетите Кара су, Драма, Зъхна, Кешишлик, Сироз, Неврокоп, Тимур хисар и Селяник от 1478-1479 година поименно са изброени главите на домакинства в Тисово (Тисова) и Папил, съответно: 85 немюсюлмани, 6 неженени и 4 вдовици - общо 95 ханета. В съкратен регистър на тимари, зиамети и хасове в ливата Паша от 1519 година село Тисово (Тисова), спадащо към Испанеполе е вписано както следва - немюсюлмани: 46 домакинства, неженени - 9, вдовици - 5. В съкратен регистър на санджаците Паша, Кюстендил, Вълчитрън, Призрен, Аладжа хисар, Херсек, Изворник и Босна от 1530 година са регистрирани броят на мюсюлманите и немюсюлманите в населените места. Регистрирано е и село Тисово (Тишова) с мюсюлмани: 2 домакинства, неженени - 1; немюсюлмани: 37 домакинства, неженени - 6; вдовици - 4. В подробен регистър на санджака Паша от 1569-70 година е отразено данъкоплатното население на Тисово както следва: мюсюлмани - 3 семейства; немюсюлмани - 141 семейства, 92 неженени и 5 вдовици. Отбелязано е също така наличието на леярна за желязо в селото. В списък на селищата и броя на джизие ханетата във вилаета Неврокоп от 13 март 1660 година село Тисово (Тисова) е посочено като село, в което броят им е 15. В подробен регистър за събирането на данъка авариз от казата Неврокоп за 1723 година от село Тисово (Тисова) са зачислени 16 мюсюлмански домакинства.
В XIX век Тисово е помашко село в Неврокопска каза на Османската империя. В „Етнография на вилаетите Адрианопол, Монастир и Салоника“, издадена в Константинопол в 1878 година и отразяваща статистиката на населението от 1873 година, Тисово (Tissovo) е посочено като село с 50 домакинства и 140 жители помаци. Според Васил Кънчов Тисово е село с 200 къщи, най-голямото в Чеч, в което става еженеделен пазар. Населението се занимава с лозарство в плодородната долина на Тисовската река и абаджийство. Към 1900 година населението на Тисово се състои от 400 жители българи мохамедани. Според Стефан Веркович към края на XIX век Тисово има помашко мъжко население 162 души, което живее в 50 къщи. По данни на Българската православна църква, към края на 1912 и началото на 1913 година в Тисово живеят 148 семейства или общо 791 души. Според гръцката статистика, през 1913 година в Тисово (Τίσοβα, Тисова) живеят 682 души.

### В Гърция
След Междусъюзническата война през 1913 година Тисово попада в Гърция. Към 1920 година в селото живеят 405 души. През 1923 година жителите на Тисово като мюсюлмани по силата на Лозанския договор са изселени в Турция, в градчето Малък Самоков (Демиркьой). През 1924 година в селото са заселени гръцки бежанци от Турция, като до 1928 година техният брой достига 15 семейства или 47 души. На 1 април 1927 година селото е преименувано на Маврохорион, в превод черно село. Към 1928 година в селото живеят 187 души (в това число влизат и около 40 войници от пограничната застава). През 1940 година в Тисово живеят 87 души (включително и около 20 войници). Селото е отново обезлюдено по време на Гражданската война в Гърция (1946 - 1949).
Край селото има кравеферма и малка база за дърводобив. Останали са основите на десетки къщи, а по-новите сгради, строени от гръцките заселници след 1923 година (църква, училище и казарма), се познават по високите си стени, бетонните отливки и специфичната декоративна зидария на основите им. От гръцките заселници е останал и един християнски гроб от 1934 година. Мюсюлманското гробище се познава по плоските камъни от двете страни на вдлъбнатините край селото. Селската чешма е разрушена, а от извора ѝ се снабдява с вода кравефермата.
| Година    | 1913 | 1920 | 1928 | 1940 | 1951 | 1961 | 1971 | 1981 | 1991 | 2001 | 2011 | 2021 |
| --------- | ---- | ---- | ---- | ---- | ---- | ---- | ---- | ---- | ---- | ---- | ---- | ---- |
| Население | 682  | 405  | 187  | 87   |      |      |      |      |      |      |      |      |